# Bail commercial en droit français
 (avril 2025).
Pour les articles homonymes, voir Bail commercial.
Le bail commercial étudié en cet article, concerne exclusivement celui qui a été conclu ou renouvelé depuis le 1er septembre 2014, suivant décret d'application du 3 novembre 2014 répertorié sous Identifiant Européen de la Législation (European Legislation Identifier, ELI).
Ledit article traite donc de l'ensemble des règles relatives à l'application du statut des baux commerciaux en France. Depuis le 1er janvier 2020, en matière civile, le recours à un avocat est obligatoire pour toutes les questions relatives aux baux commerciaux (il en est de même pour les contestations attachées à la fixation du prix du bail révisé ou renouvelé).
En droit des baux commerciaux, la relation contractuelle entre le propriétaire d'un bien immobilier, dénommé « Bailleur » et une personne dénommée « Preneur » à bail, qu'il s'agisse d'une personne physique ou d'une personne morale, et quelle que soit la nature du domaine d'activité (artisanale, commerciale ou industrielle), doit le plus souvent s'envisager sous l'angle du statut des baux commerciaux, lequel admet des droits particuliers pour le preneur, lui octroyant le bénéfice de la « propriété commerciale ».
Pour le preneur, il s'agit d'assurer la pérennité de son exploitation en vue de la cession de son fonds de commerce. 
Le bailleur, quant à lui, recherche surtout à prendre en compte le rapport (en termes de loyer et de valeur locative), mais aussi le coût de l'indemnité d'éviction qu'il devra verser au preneur, s'il décide de reprendre la propriété commerciale afin de reconstituer sa pleine et entière propriété immobilière.

## Incipit
Exception faite de l'hypothèse de résiliation, la contrepartie directe du refus de renouvellement (non fondé) est le versement par le propriétaire des murs au preneur d'une indemnité d'éviction avec pour corollaire direct que ledit preneur devra être indemnisé de tous les préjudices en rapport avec la destination, et qui sont la conséquence immédiate et directe du défaut de renouvellement du bail commercial. Le droit au renouvellement du preneur étant d'ordre public : « sont réputés non écrits, quelle qu'en soit la forme, les clauses, stipulations et arrangements qui ont pour effet de lui faire échec ».
La matière est régie dans son ensemble par les articles L145-1 à L145-60 et R145-1 à R145-38 du code de commerce, par les dispositions supplétives et-ou impératives des articles 1709 et suivants du Code civil, par des textes issus d'un ensemble de codes : civil, monétaire et financier, construction et habitation, environnement, urbanisme, santé publique, expropriation, copropriété, procédure civile, assurances, général des impôts, code pénal, mais aussi par de diverses lois et décrets, hors-codes et certains adages latins ou maximes juridiques : Pacta sunt servanda, Interpretatio cessat in claris, Fraus omnia corrumpit.
Selon l'article L145-1 du code de commerce, texte fondateur en la matière, le statut présuppose la réunion de quatre conditions cumulatives, et non alternatives, qui sont, l'existence d'un contrat de bail, d'un local, d'une exploitation, et d'une immatriculation du locataire au registre du commerce et des sociétés (RCS) ou au répertoire des métiers (RM) au titre des lieux loués ; qu'il s'agisse du local principal ou du local accessoire. En d'autres termes, le preneur doit être seul titulaire du bail et propriétaire exclusif d'un fonds qu'il doit exploiter dans les lieux loués ; l'immatriculation étant une condition sine qua non.
La complexité de la matière nécessite la rédaction des clauses principales et substantielles par un juriste, qu'importe la forme : acte authentique (notaire), acte d'avocats (avocat) ou acte sous seing-privé, et ce afin de garantir le principe de la force obligatoire des contrats sous l'égide de la maxime interpretatio cessat in claris.
Puis, la rédaction du bail n'est soumise, ni à une publication dans un Journal d'annonces légales, ni même au Bulletin BODACC. Toutefois, afin de lui conférer une date certaine, le bail commercial peut faire l'objet d'un enregistrement à la recette des impôts ce qui donne lieu à la perception d'un droit fixe de 125 € tel que prévu par l'article 738,1° du code général des impôts.
Enfin, seule l'analyse de la jurisprudence récente de la Cour de cassation pourra permettre une vision de l'ensemble des questions épineuses en cette matière : « Expertus disces quam gravis iste labor »,.

## Index rerum ouTerminologiealphabétique
Le bail commercial est à distinguer d'autres opérations juridiques, telles que la vente ou cession d'un fonds de commerce, le prêt à usage, le bail emphytéotique, le dépôt, le crédit-bail, la concession immobilière, la convention d'occupation précaire, le bail à construction, la location-gérance, la cession d'un droit au bail mais aussi de concepts juridiques, tels que la détention, la possession, l'usucapion.

### Acte d'avocat
L'ordonnance no 2016-131 du 10 février 2016 a intégré l'acte d'avocat dans le cadre de la réforme générale du droit des obligations en insérant un article 1374 dans le Code civil : « L'acte sous signature privée contresigné par les avocats de chacune des parties ou par l'avocat de toutes les parties fait foi de l'écriture et de la signature des parties, tant à leur égard qu'à celui de leurs héritiers ou ayants cause.
La procédure de faux prévue par le code de procédure civile lui est applicable. Cet acte est dispensé de toute mention manuscrite exigée par la loi. »
Il résulte du 3e alinéa de ce texte que l'exigence formelle ad validitatem du cautionnement n'est pas exigée quand ledit cautionnement est fait par acte d'avocat ; ainsi, le contreseing du bail commercial par l'avocat rédacteur améliore la sécurité de l'acte qui fait alors pleine foi de l'écriture et de la signature des parties.

### Acte authentique
La conclusion d'un bail commercial sous la forme d'un acte authentique n'est une condition de validité dudit bail que si les parties l'ont érigée en élément constitutif de leur consentement.
À titre d'exemples
- le notaire, tenu dans le cadre de son devoir de conseil d'assurer l'efficacité des actes qu'il rédige, engage sa responsabilité par un acte imprécis et lacunaire au regard des objectifs des parties ;
- le notaire doit informer les parties à un contrat de bail commercial de l'obligation du preneur de faire concourir le bailleur aux sous-locations, nonobstant l'autorisation générale figurant dans le contrat... et ce quelle que soit le type de sous-location, y compris saisonnière[Jurisprudences 2].

### Ademe
L'ADEME est l'Agence de l'Environnement et de la Maîtrise de l'Energie. Chaque partie au bail commercial est tenue de transmettre annuellement les éléments relatifs à la consommation d'énergie la concernant (en fonction des stipulations du bail) sur une plateforme numérique dénommée OPERAT (Observatoire de la Performance Énergétique, de la Rénovation et des Actions du Tertiaire) gérée par l'ADEME.

### Airbnb
La réglementation nationale soumettant à autorisation la location, de manière répétée, d’un local destiné à l’habitation pour de courtes durées à une clientèle de passage qui n’y élit pas domicile, est conforme au droit de l’Union Européenne. Ce principe résultant de l'article 631-7 code de la construction et de l' habitation s'applique pour la conclusion d'un bail commercial portant sur une telle activité locative et le dispositif doit répondre aux principes de la lutte contre la pénurie de logements destinés à la location de longue durée.

### Agent d'assurances
L'agent d'assurances ne bénéficie pas du statut puisque cette activité, qui est par nature civile, ne constitue pas un fonds de commerce.

### Agent immobilier
L'agent immobilier est tenu à l'égard de ses clients d'une obligation d'information et de conseil à l'occasion des opérations réalisées par son entremise.
À titre d'exemples
- l'agent immobilier qui a délivré au locataire une offre de renouvellement du bail commercial sans déplafonnement, alors que le bailleur avait l'intention du bailleur de refuser le renouvellement sans offre d'indemnité d'éviction, doit réparer le préjudice subi par le mandant[9],[note 7].

### Artistes
Afin de pouvoir bénéficier du statut des baux commerciaux, sans être immatriculés au registre du commerce et des sociétés, les artistes doivent remplir trois conditions :
1. Être admis à la caisse de sécurité sociale de la maison des artistes ;
2. Être reconnus auteurs d'œuvres graphiques et plastiques visées à l'article 98A de l'annexe III du Code général des impôts[10] ;
3. Réaliser ou commercialiser dans les lieux loués des travaux de création.

À titre d'exemples
- pour bénéficier de cette extension légale, l'artiste n'a pas besoin de procéder à l'enregistrement du local loué dans les fichiers tenus par la maison des artistes[Jurisprudences 3].

### Bail à paliers
Le bail commercial à loyer progressif, aussi connu sous le nom de bail à paliers est un contrat prévoyant l’augmentation du loyer dès la signature.
À titre d'exemple, le loyer pourra être fixé à 800 euros la première année, 850 euros la deuxième année et 900 euros la troisième année ; ce peut être aussi sous la forme d'un pourcentage.
La variation du montant du loyer est convenue en avance, ainsi que la date à laquelle elle se produira, indépendamment des évolutions liées à l’indexation ou à la révision.

### Bail dérogatoire ou bail de courte durée
Il faut impérativement distinguer le bail dérogatoire, du bail saisonnier et de la convention d'occupation précaire. Le code de commerce permet aux parties de conclure un bail dérogeant aux dispositions statutaires ; toutefois, le statut bénéficiant d'une protection liée à un ordre public impératif, il existe un risque judiciaire de requalification de la convention faussement désignée par les parties, comme étant dérogatoire. Il existe de nombreuses et réelles différences entre ledit bail et un bail statutaire.
À titre d'exemples
- dans le bail commercial, le preneur peut sans doute donner congé pour la fin de la période triennale mais pas le bailleur (sauf exceptions légales) et ce sont le plus souvent les bailleurs qui contraignent un preneur à conclure un bail dérogatoire plutôt qu’un bail commercial soumis au statut ;
- le preneur titulaire d’un bail commercial soumis au statut devra respecter un préavis de six mois pour la fin d’une période triennale alors que, pour un bail dérogatoire, il n’y a pas de préavis à respecter, sauf convention contraire.

Le code de commerce enferme donc ce bail, que l'on pourrait qualifier de préalable ou de probatoire[réf. souhaitée], dans des limites et à des conditions très précises, savoir qu'il doit volontairement être conclu lors de l'entrée dans les lieux du locataire pour une durée maximale de trois ans. En conséquence, ce bail de courte durée est un contrat de louage de droit commun régi par les dispositions supplétives du Code civil en ses articles 1709 et suivants.
Enfin, l'article L145-5 autorise désormais de conclure un nouveau bail dérogatoire au-delà des trois ans mais à la condition d’ y exploiter un nouveau fonds, ce qui fait échec à la jurisprudence récente ; ainsi, la succession de baux dérogatoires pour un même fonds et même lieu, en alternance avec une clause de renonciation, est contraire aux droits statutaires. 
L'inscription au registre du commerce et des sociétés n'est pas nécessaire pour que s'opère un nouveau bail régi par le statut des baux commerciaux.

### Bail emphytéotique
Le bail emphytéotique est un contrat d'une durée comprise en 18 et 99 ans par lequel le bailleur confère au locataire (emphytéote) un droit réel immobilier spécial (emphytéose) sur un immeuble. Si le bail fait l'objet d'une requalification lors d'une instance judiciaire, et que le titulaire du contrat disqualifié en bail ordinaire est propriétaire d'un fonds de commerce exploité dans les lieux, celui-ci bénéficiera alors d'un droit au renouvellement ou à une indemnité d'éviction.
À titre d'exemples
- la clause soumettant la cession ou la sous-location à l'autorisation du bailleur ;
- la clause requérant l'autorisation du bailleur pour tous travaux, ou toute modification de l'activité commerciale[Jurisprudences 6].

### Bail hôtelier
Le bail hôtelier est à la fois régi par les dispositions générales applicables en matière de baux commerciaux et par des dispositions particulières fixées aux articles L.311-1 et suivants du Code du Tourisme. Une classification des hôtels de tourisme en France a été entreprise afin de permettre de regrouper l'ensemble des questions juridiques attachées à cette question[réf. souhaitée].

### Bail de locaux en l'état futur d'achèvement
Lorsque le bail porte sur un immeuble à construire ou en cours de construction, il faut distinguer la période d'avant et celle qui se situe après l'achèvement de l'immeuble.
Un bail en l'état futur d'achèvement ou b.e.f.a., peut être conclu avec report de la date d'effet dès la constatation de l'achèvement des locaux. Après l'achèvement de l'immeuble, le statut des baux commerciaux s'appliquera sous la condition du respect de l'article L145-1 du code de commerce.
Les baux portant sur des locaux en l'état futur d'achèvement contiennent des clauses par lesquelles le promoteur-bailleur limite son obligation de délivrance à la mise à disposition d'un local brut de gros œuvre fluides en attente, la réalisation des travaux de second œuvre permettant l'utilisation des locaux conformément à leur destination étant transférée au locataire.

### Bail saisonnier
La location saisonnière est exclusive du statut des baux commerciaux. Elle est caractérisée par une exploitation de l'activité en saison (et non toute l'année) avec un loyer convenu forfaitairement pour la totalité de la durée d'occupation.
À titre d'exemples
- le statut n'est pas applicable à une location saisonnière d'une durée de six mois, renouvelée chaque année moyennant majoration du loyer, le magasin restant fermé tout l'hiver, et le contrat d'électricité étant au nom du bailleur[Jurisprudences 8] ;
- la location est saisonnière même quand le preneur conserve les clefs toute l'année et laisse des marchandises en dehors de la saison en vertu d'une simple tolérance du bailleur[Jurisprudences 9].

### Bail verbal
L'écrit n'étant pas une condition de validité de cet acte, le bail verbal est parfaitement valide. Le bail commercial peut donc être verbal et la preuve de cet acte peut être rapportée par tout moyen dès lors qu’il a reçu un commencement d’exécution.
À titre d'exemples
- Le bail commercial verbal qui a été exécuté peut être prouvé par témoins ou présomptions mais cette preuve ne peut résulter de la simple occupation des lieux dès lors qu’elle suppose, de la part de celui qui s’en prévaut, aussi bien l’accomplissement des obligations que l’exercice des droits découlant du prétendu bail[Jurisprudences 10]

En vertu du principe du consensualisme, réaffirmé par la réforme du droit des contrats du 10 février 2016 en l'article 1172 du Code civil : « Les contrats sont par principe consensuels. », la conclusion d'un contrat résulte du seul échange des consentements.
À titre d'exemples
- un bail commercial peut résulter de simples lettres dans la mesure où les énonciations stipulées sont suffisamment précises quant aux éléments essentiels du contrat[Jurisprudences 11] ;
- la durée d'un bail verbal est automatiquement de 9 années[note 10] dont le décompte sera déterminé à partir de tout élément probant[note 11] ;
- la consistance des locaux peut être établie pour tout mode de preuve[Jurisprudences 12],[note 12] ;
- la seule occupation des lieux sans paiement des loyers ne suffit pas à caractériser l'existence d'un bail commercial verbal qui suppose l'accord des parties sur la chose et sur le prix[Jurisprudences 13] ;
- l'absence d'un bail écrit n'étant pas un obstacle à l'inscription au registre du commerce, le bail verbal peut bénéficier du statut des baux commerciaux[Jurisprudences 14] :
- dans une lettre du 5 octobre 2011 adressée au preneur, le maire de la commune[note 13] s'était référé à une entrevue, nécessairement antérieure à la vente, au cours de laquelle il avait évoqué « les parcelles que vous louez » de sorte que la commune avait eu connaissance de l'existence des baux commerciaux avant la vente[Jurisprudences 15] ;
- le bail pouvant être verbal, et le versement des loyers, non argués d’excessifs, ayant une contrepartie, ces seuls motifs sont impropres à caractériser l’existence de relations financières anormales constitutives d’une confusion des patrimoines entre la SARL et M. et Mme E.[Jurisprudences 16].

### Bail écrit
Le paraphe apposé par une partie à l'endroit des signatures vaut signature, ce qui a pour effet direct de rejeter toute action en contestation élevée par l'une des parties sur la validité du bail.

### Bureau
L'activité de bureau, qui est commerciale par nature et non civile, est régie par l'article L110-1 du code de commerce ; elle est donc soumise de facto à la règle de l'article L145-1 du code de commerce.
Toutefois, il demeure possible afin d'échapper à cette attractivité du statut des baux commerciaux, de conclure des baux de nature différente.
À titre d'exemples
- un bail dérogatoire ;
- un bail commercial saisonnier ;
- un bail professionnel pour une profession libérale réglementée et non réglementée ;
- un contrat de prestation de services de mise à disposition de bureaux ;
- un bail mixte, c’est-à-dire un bail à la fois à usage professionnel et à usage d’habitation[note 15].

Sur la question de la valeur locative, l'article R145-11 du code de commerce ne définit pas la notion de bureau, et la cour de cassation adopte une conception intellectualiste qui s'attache davantage à l'activité autorisée par le bail qu'aux caractéristiques physiques des locaux.
À titre d'exemples
- agences immobilières ;
- agences de voyages ;
- sociétés d'intérim ;
- agences d'assurance.

Le loyer des locaux à usage exclusif de bureaux échappe à la règle du plafonnement.

### Caisses d'épargne et de prévoyance
Les caisses d'épargne et de prévoyance bénéficient du statut.

### Carrières
Le bail à carrière est un contrat de vente de matériaux à extraire ; la jurisprudence se fonde sur le fait que la matière objet du contrat (argile, granit…) est un meuble par anticipation. Il s'agit ici de règles attachées au droit minier.
L'acte de référence en la matière est un contrat de fortage (ou foretage) qui porte sur une activité d’exploitation de carrière pour laquelle un propriétaire foncier concède à un exploitant la superficie d’un terrain en vue d’extraire les matériaux.

### Cautionnement
Le paiement des loyers est en général garanti par un cautionnement qui peut être donné par un tiers, qu'il soit ou non professionnel. L'article 2288 du Code civil précise que « le cautionnement est l'acte par lequel une personne se soumet envers le créancier à satisfaire à une obligation si le débiteur n'y satisfait pas lui-même ».
Il y a aussi lieu de respecter les termes de l'article L331-1 du code de la consommation : « Toute personne physique qui s'engage par acte sous seing privé en qualité de caution envers un créancier professionnel fait précéder sa signature de la mention manuscrite suivante et uniquement de celle-ci :
" En me portant caution de X...................., dans la limite de la somme de.................... couvrant le paiement du principal, des intérêts et, le cas échéant, des pénalités ou intérêts de retard et pour la durée de...................., je m'engage à rembourser au prêteur les sommes dues sur mes revenus et mes biens si X.................... n'y satisfait pas lui-même." »
Cette exigence formelle ad validitatem n'est pas exigée quand le cautionnement est fait par acte d'avocat, en application du 3e alinéa de l'article 1374 du Code civil : « Cet acte est dispensé de toute mention manuscrite exigée par la loi. »

### Cession de bail
Il convient de distinguer entre deux opérations juridiques :
- la cession du droit au bail : elle peut être interdite par une clause du bail, ce qui traduit un retour à la liberté contractuelle ;
- la cession du fonds de commerce : qu'il s'agisse d'une cession partielle ou totale, qu'il s'agisse de la cession du droit à renouvellement ou du droit à indemnité d'éviction, toute clause visant à interdire la cession du fonds de commerce est réputée non écrite[note 17].

#### Clause d'interdiction
Ce principe d'interdiction résulte de l'article L145-16 du code de commerce : « Sont également réputées non écrites, quelle qu'en soit la forme, les conventions tendant à interdire au locataire de céder son bail ou les droits qu'il tient du présent chapitre à l'acquéreur de son fonds de commerce ou de son entreprise. »

#### Clause de réglementation
Toutefois, les clauses qui visent à réglementer et non à interdire la cession du fonds de commerce, sont valables.
À titre d'exemples
- la réglementation de la cession est toujours possible même à des conditions très strictes[note 19] ;
- la clause d'agrément est contraire aux dispositions d'ordre public de la cession de bail en cas de départ à la retraite du locataire[Jurisprudences 20],[note 20] ;
- La clause qui stipule que la cession du droit au bail est subordonnée à la condition expresse d'avoir recueilli l'accord préalable et écrit du bailleur est valable mais le refus que le refus opposé par le bailleur ne peut être discrétionnaire et doit revêtir un caractère légitime et motivé[Jurisprudences 21].

#### Transfert universel de patrimoine
Enfin, l’article L. 145-16 du code de commerce ne distingue pas selon que la transmission du droit au bail par un transfert universel de patrimoine professionnel se fait avec ou sans un fonds de commerce.

### Clause compromissoire ou d'arbitrage
Depuis la loi 15 mai 2001 le champ d'application de la clause compromissoire s'est étendu aux contrats conclus à raison d'une activité professionnelle ; ainsi le bail commercial.
Cette clause bénéficie d'une autonomie juridique qui exclut, sauf clause contraire, qu'elle puisse être affectée par la nullité du contrat.

### Clause réputée non écrite
La loi Pinel ayant substitué la nullité par le réputé non écrit, il en résulte nécessairement que les actions visant à contester la validité d’une clause au regard du statut ne seront plus soumises à la prescription biennale.
Pourtant, l'article L145-60 du code de commerce n’a pas été modifié.
Ainsi, le réputé non écrit entraine les conséquences juridiques suivantes :
- la clause bien qu'écrite, est censée n'avoir jamais existé ;
- aucun délai de prescription ne lui est applicable ;
- étant hors champ contractuel, toute renonciation devient impossible ; alors que l'on peut renoncer à la nullité, une fois le droit acquis. En effet, il n’est pas possible, même après la conclusion du contrat, de renoncer au caractère non écrit de la clause, celle-ci étant placée hors le champ contractuel. C’est là une différence essentielle avec la clause nulle qui peut faire l’objet d’une renonciation conventionnelle dès lors que celle-ci intervient une fois que le droit à invoquer la nullité est acquis et que la renonciation est sans équivoque.

### Condition suspensive
La condition suspensive vise la situation dans laquelle l’effectivité de l’obligation est subordonnée à la réalisation ou à la défaillance d’un événement futur et incertain. L’article 1304-6 du Code civil dispose que :
"L’obligation devient pure et simple à compter de l’accomplissement de la condition suspensive.
Toutefois, les parties peuvent prévoir que l’accomplissement de la condition rétroagira au jour du contrat. La chose, objet de l’obligation, n’en demeure pas moins aux risques du débiteur, qui en conserve l’administration et a droit aux fruits jusqu’à l’accomplissement de la condition.
En cas de défaillance de la condition suspensive, l’obligation est réputée n’avoir jamais existé."
En cas de non réalisation de la condition suspensive, le bail commercial est anéanti, et le bailleur doit restituer les loyers perçus et ne peut pas réclamer le paiement d’une indemnité d’occupation même prévue contractuellement. 
Il faut distinguer deux mouvements :
- à compter de l’accomplissement de la condition suspensive, l’obligation devient pure et simple ;
- en cas de défaillance de la condition suspensive, l’obligation est réputée n’avoir jamais existé.

### Condition résolutoire
Le rapport d'obligation (ici le bail) soumis à une condition résolutoire naît immédiatement et produit tous ses effets comme s'il était pur et simple.Tel est le cas du bail subordonné au paiement régulier des loyers et charges.

### Confusion des patrimoines
L'indépendance des patrimoines est une notion forte et, bien définie juridiquement. Toutefois, il existe quelques exceptions (notamment en matière de procédures collectives, qu'il s'agisse de redressement judiciaire ou de liquidation judiciaire) on parle alors de confusion de patrimoines qui est une création prétorienne relevant de l'appréciation souveraine des juges du fond et donc sur laquelle la Cour de Cassation n'exerce pas de contrôle.
À titre d'exemples
- la mise en œuvre du processus de confusion peut résulter d'un avenant à bail réduisant la surface louée sans versement d'une quelconque indemnité ; de même, pour des arriérés importants de loyers sans aucune contrepartie financière ;
- des personnes physiques ou morales peuvent voir leur patrimoine confondu en raison notamment de flux financiers jugés anormaux ou d'imbrications particulièrement complexes de leurs patrimoines initiaux du fait notamment des relations locatives[Jurisprudences 22].

### Contrat-cadre
La notion de contrat-cadre figure dans le Code civil, depuis l’ordonnance n° 2016-131 du 10 février 2016 portant réforme du droit des contrats, du régime général et de la preuve des obligations ; d’après l’article 1111 du Code civil, « [l]e contrat cadre est un accord par lequel les parties conviennent des caractéristiques générales de leurs relations contractuelles futures » et « [d]es contrats d'application en précisent les modalités d'exécution ». Ainsi, lors de la signature le contrat-cadre, rien ne s'oppose à la détermination, la fixation ou le paiement du prix ; il en est de même pour le versement d'un droit d’entrée.

### Convention d'occupation précaire
Cette convention d'occupation précaire est hors champ d'application du statut ; elle est de création prétorienne mais elle a depuis 2014 une existence légale en l'article L145-5-1 du code de commerce dont les termes sont : « N'est pas soumise au présent chapitre la convention d'occupation précaire qui se caractérise, quelle que soit sa durée, par le fait que l'occupation des lieux n'est autorisée qu'à raison de circonstances particulières indépendantes de la seule volonté des parties. »
À titre d'exemples
- le titulaire du droit d'occupation ne bénéficie ni d'un droit à renouvellement ni d'un droit à indemnité d'éviction sauf requalification[note 23] en cas de fraude suivant l'adage fraus omnia corrumpit[Jurisprudences 23] ;
- lorsque, depuis l'origine des relations contractuelles, le sort de l'immeuble, dont la destruction avait été évoquée plusieurs fois, était lié à la réalisation par la commune d'un projet de réhabilitation du centre ville et que les lieux loués n'étaient pas destinés à rester pérennes, l'existence de circonstances particulières, indépendantes de la seule volonté des parties est caractérisée, et permet de retenir la qualification de convention d'occupation précaire[Jurisprudences 24] ;
- ayant retenu que les dispositions de l'article L. 221-2 du code de l'urbanisme autorisent la collectivité territoriale qui s'est rendue acquéreur d'un immeuble en vue de la constitution d'une réserve foncière et de son utilisation définitive à ne consentir que des concessions temporaires sur cet immeuble et relevé que les conventions des 30 novembre 2007 et 22 décembre 2010 portaient sur un local situé dans le périmètre d'une zone d'aménagement concerté créée par délibération du conseil municipal du 20 juin 2002 et ayant fait l'objet d'une déclaration d'utilité publique du 18 janvier 2009, de sorte que la durée d'occupation ne pouvait résulter de la seule volonté des parties mais de circonstances particulières liées, pour des motifs d'intérêt général, à la nécessité de constitution d'une réserve foncière, la cour d'appel en a exactement déduit que les conventions constituaient des conventions d'occupation précaire, exclusives du statut des baux commerciaux[Jurisprudences 25].

### Covid-19
Dans une réponse ministérielle, concernant les loyers exigés par les bailleurs pour les baux commerciaux pendant les périodes de fermeture administrative dites COVID-19, le gouvernement rappelle qu’aucun texte ne prévoit ni suspension, ni réduction, ni abandon de loyer. Les propriétaires disposent de tous leurs droits à l’issue de la crise sanitaire, y compris sur les loyers qui ont été dus pendant la période de protection des entreprises et qui n’auraient pas été acquittés.

### Cotravail ou coworking
L'activité de cotravail ou coworking étant par nature civile ne peut bénéficier des droits statutaires attachés à la notion de fonds de commerce. Par ailleurs, ladite activité strictement libérale, et s'adressant à des travailleurs indépendants, ne peut en aucune façon être assimilée à une activité de bureau et ne doit pas non plus être confondue avec l'activité de domiciliation d'entreprises ou de location de bureaux équipés, qui sont toutes deux commerciales, par nature.

### Data center ou centre de traitement de données
Les locaux d’un centre de traitement de données (data center) destinés à l’hébergement de serveurs informatiques ne sont pas soumis à la redevance prévue par l’article L.520-1 du code de l’urbanisme pour la création de bureaux, de locaux commerciaux et de locaux de stockage en Île-de-France.

### Dark Store
Dark Store fonctionne comme un entrepôt uniquement destiné, comme centre de distribution, aux préparations des commandes par internet pour les entreprises de commerce en ligne.
Par ailleurs, de nombreux dark stores sont issus de la transformation d’anciens commerces, bureaux, cabinets médicaux en entrepôts, et beaucoup n’ont pas effectué une demande de changement de destination du local auprès de la mairie.

### Débit de boissons
En application de l'article 504 du code général des impôts, le bail d'un débit de boissons doit être rédigé sous la forme authentique.
À titre d'exemples
- il s'agit d'une obligation fiscale, sans conséquence sur la validité de l'acte, qui vise à empêcher le débitant de se soustraire au paiement des taxes sur l'alcool ;
- l'acte authentique n'est pas indispensable lorsqu'il ne peut y avoir de confusion sur l'identité du propriétaire des boissons et sur les lieux où elles sont entreposées[15].

### Domaine public (exception faite du domaine privé des personnes publiques)
Le domaine public de l'état comme celui des collectivités territoriales, qui est hors commerce, ne peut faire l'objet d'un contrat d'occupation de droit privé ; qu'il s'agisse du domaine public maritime ou autre ; cette question vise plus particulièrement les terrasses commerciales qui feront l'objet d'une convention communale, temporaire, précaire et révocable ; étant précisé que même le déclassement d'une parcelle ne saurait permettre la transformation de la convention précaire en un bail commercial, sauf accord postérieur des parties.
À titre d'exemples
- l'impossibilité de conclure des baux commerciaux sur le domaine public demeure, même si le contrat est conclu par des personnes privées[Jurisprudences 27] ;
- une personne privée titulaire d'un bail emphytéotique administratif ne peut pas sous-louer l'immeuble à un tiers dans le cadre d'un bail commercial[Jurisprudences 28].

### Domiciliation
Le contrat de domiciliation est régi par l'article R.123-68 du code de commerce. Par ailleurs, ledit contrat doit mentionner les références de l'agrément prévu par l'article L.123-11-3 du code de commerce : « Nul ne peut exercer l'activité de domiciliation s'il n'est préalablement agréé par l'autorité administrative, avant son immatriculation au registre du commerce et des sociétés. »

### Droit de préemption commercial de la commune
En application des articles L214-1 (et suivants) et R214-1 (et suivants) du code de l'urbanisme, toute cession (ou apport) de fonds artisanaux, de fonds de commerce ou de droit au bail commercial intervenant dans le périmètre de sauvegarde du commerce de proximité délimité par délibération du conseil municipal, peut faire l'objet d'un droit de préemption de la commune ou d'un établissement public de coopération intercommunale (EPCI).

### Durée
Le bail commercial a une durée minimum de neuf années et se poursuit pour une durée indéterminée par tacite prorogation, sauf congé ou demande de renouvellement.

### Établissements d'hébergement pour personnes âgées dépendantes (Ehpad)
Les établissements d'hébergement pour personnes âgées dépendantes (Ehpad) sont classés comme des locaux monovalents au sens de l'article R145-10 du code de commerce.

### Enseigne (signal)
Toute nouvelle implantation ou modification d'enseigne est soumise à autorisation préalable de l'autorité de police. En application de l'article L.581-3 du code de l’environnement : « 2° Constitue une enseigne toute inscription, forme ou image apposée sur un immeuble et relative à une activité qui s'y exerce. »

### Ensemble immobilier
Le bailleur qui est propriétaire d'un ensemble immobilier, ou dispose de plusieurs locaux dans un même immeuble, doit établir un règlement intérieur afin de régler les conflits éventuels entre les colocataires ; en effet, un colocataire n'est pas un tiers et le bailleur doit garantir la jouissance paisible de chacun, peu importe la nature du trouble.

### Expertise
Les juges du fond ne peuvent écarter, sans l'examiner, un rapport d'expertise établi non contradictoirement à la demande d'une partie mais régulièrement produit aux débats, motif pris de l'existence d'un rapport d'expertise judiciaire.

### Exploitation
Le statut des baux commerciaux n’est pas applicable en l’absence de l’une des conditions essentielles de l’existence du droit au renouvellement, et tel est le cas dans l’hypothèse où aucun fonds de commerce n’est exploité pendant le délai de trois ans précédant le congé.
À titre d'exemples
- l’activité réelle et effective exercée dans les lieux par le locataire principal étant de nature civile dès lors qu’elle sous-loue tous les locaux de la galerie et qu’elle n’a jamais exploité une autre activité dans les trois années précédant la date du congé, le bailleur est fondé de lui dénier[note 27] tout droit au renouvellement et tout paiement d’une indemnité d’éviction[Jurisprudences 31] ;
- l’absence de personnalité morale d’une société en participation créée avec un tiers entraine qu’elle n’a d’existence juridique que dans les rapports entre associés ; en conséquence, le locataire, qui exerce personnellement son activité, ce qui ressort de l’ensemble des bulletins de paie des salariés établis en son nom, ainsi que de l’attestation de l’expert-comptable, confirmant qu’il a déclaré à l’administration fiscale une somme au titre des recettes réalisées, s’est conformé aux prescriptions du commandement, la résiliation du bail pour défaut d’exploitation ne saurait être acquise[Jurisprudences 32].

### Extension conventionnelle
La volonté des parties, par une clause expresse dans le corps de l'acte, permet de satisfaire hic et nunc, à l'ensemble des conditions légalement exigées ; on parle alors d'extension conventionnelle. Toutefois, il n'est pas possible de déroger à un régime obligatoire, tel que prescrit pour les baux d'habitation, les baux ruraux ou les biens relevant du domaine public.

### Expropriation
L’ordonnance d’expropriation éteint tous les droits réels personnels existants sur le bien exproprié, et e entraîne la résiliation du bail commercial. Le preneur doit alors verser au bailleur une indemnité d’occupation jusqu’à son départ effectif, et en contrepartie, la collectivité expropriante indemnise le locataire selon le préjudice subi.

### Extensions légales
Le texte est rigoureux sur les conditions légales mais il existe une série d'exceptions, savoir, les établissements d'enseignement, les régies communales, les entreprises et établissements publics à caractère industriel et commercial, les locataires de collectivités publiques louant des biens dépendant de leur domaine privé, les sociétés coopératives à forme ou objet commercial, les sociétés coopératives de crédit, les caisses d'épargne et de prévoyance, les artistes admis à cotiser à la caisse de sécurité sociale de la Maison des artistes et reconnus auteurs d'œuvres graphiques et plastiques, et enfin, les groupements d'intérêt économique (ayant un objet commercial).
Chaque exception obéit elle-même à des règles propres à son organisation ; à titre d'exemple : pour l'établissement d'enseignement, il doit s'agir d'un véritable fonds d'enseignement reposant sur une pédagogie organisée et mettant en œuvre une réelle organisation d'enseignement.

### Fonctionnaire
Le fonctionnaire, en principe, ne peut bénéficier de la protection statutaire, mais la loi du 3 août 2009 a apporté une autre atténuation au principe du non-cumul des activités puisque les fonctionnaires à temps partiel peuvent sous certaines conditions exercer une activité complémentaire.

### Fonds de commerce
L’existence d’un fonds de commerce est une des conditions d’application du Statut : la clientèle étant l’élément indispensable qui caractérise un fonds. De plus, le preneur qui exploite ledit fonds doit en être le propriétaire ce qui exclut le locataire-gérant du bénéfice du Statut.

### Force majeure
Relativement à l'épidémie de Covid19, la force majeure ne peut être invoquée comme motif de non-paiement des loyers. En effet, la condition d’extériorité n’est pas remplie puisque le débiteur n’est pas à l’origine de l’épidémie. Il en est de même pour la condition d’imprévisibilité dès lors que la conclusion du contrat est antérieure à la survenance de l’épidémie, les parties ne pouvaient la prévoir dans ses effets actuels. Seul le critère d’irrésistibilité pourrait poser question mais l'article 1218 Code civil précise :
« Il y a force majeure en matière contractuelle lorsqu'un événement échappant au contrôle du débiteur, qui ne pouvait être raisonnablement prévu lors de la conclusion du contrat et dont les effets ne peuvent être évités par des mesures appropriées, empêche l'exécution de son obligation par le débiteur.

Si l'empêchement est temporaire, l'exécution de l'obligation est suspendue à moins que le retard qui en résulterait ne justifie la résolution du contrat. Si l'empêchement est définitif, le contrat est résolu de plein droit et les parties sont libérées de leurs obligations dans les conditions prévues aux articles 1351 et 1351-1. »

### Franchise
Le franchisé (de même pour un concessionnaire) qui exploite son activité dans des locaux dont il est locataire dispose d'une clientèle propre ce qui le rend propriétaire d'un fonds de commerce et lui permet ainsi de bénéficier du statut des baux commerciaux.

### Groupements d'intérêt économique
Le législateur est intervenu pour accorder à ce groupement d'intérêt économique le bénéfice du statut, lorsque son objet est commercial.

### Immatriculation
L'immatriculation du locataire au registre du commerce ou au répertoire des métiers, puis l'inscription des locaux dans lesquels est exploité un fonds de commerce ou une entreprise artisanale, est une condition sine qua non, du bénéfice du statut des baux commerciaux. Le bénéfice du statut des baux commerciaux est subordonné à la condition d'immatriculation de l'établissement loué laquelle condition s'apprécie à la date de délivrance du congé.

### Immeubles à construire
Pour la question des immeubles à construire, il faut distinguer les deux périodes, celle avant l'achèvement et celle après, qui seule bénéficiera du statut protecteur ; sauf extension conventionnelle par la signature d'un B.E.F.A.

### Indivision
Pour la conclusion du bail, et son renouvellement, une volonté de décision à l'unanimité des indivisaires est la règle,. En effet, l'unanimité des indivisaires est requise pour tous les actes qui ne relèvent pas de l'exploitation normale des biens indivis.
L'indivision n'ayant pas de personnalité juridique, tout acte fait en son seul nom, sans désignation de chacun des indivisaires, sera atteint de nullité.
L'article 815-2 du Code civil dispose que : « Tout indivisaire peut prendre les mesures nécessaires à la conservation des biens indivis même si elles ne présentent pas un caractère d'urgence. »
À titre d'exemples
- il est constant que le commandement de payer visant la clause résolutoire prévue au contrat de bail commercial constitue un acte conservatoire que tout indivisaire peut accomplir seul ;
- de même l'action engagée tendant à l'expulsion d'occupants sans droit ni titre et au paiement d'une indemnité d'occupation qui a pour objet la conservation des droits des indivisaires entre dans la catégorie des actes conservatoires que tout indivisaire peut accomplir seul.

### Installation classée
Lorsqu’une installation classée soumise à déclaration administrative (ICPE) est mise à l’arrêt définitif, son exploitant doit placer le site dans un état tel qu’il ne puisse pas porter atteinte aux intérêts généraux que la loi sur les installations classées a pour mission de préserver, notamment la santé, la sécurité, l’environnement.

### Locaux

#### Local principal
En application de l'article L145-1 du code de commerce, le statut s'appliquera aux baux des immeubles ou locaux dans lesquels un fonds est exploité, ainsi qu'aux baux de locaux ou d'immeubles accessoires à l'exploitation d'un fonds. Le local doit présenter des caractères de stabilité et de permanence (critère lié à l'exploitation) plus que de fixité ou de solidité (critère lié au bâti) ; cette notion évolue avec la jurisprudence mais sous le contrôle de la Cour de cassation.
À titre d'exemples
- le bailleur est responsable de l'inondation du local qu'il loue sauf si le bail contient une clause dérogatoire, si la cause est imputable à un tiers ou à la force majeure[note 30] ;
- compte tenu de la situation des lieux en sous-sol[note 31], imbriqués en partie, dès la conclusion du bail, « par emprise du local commercial », de l'absence de fenêtre et de la présence d'un compteur électrique commun au local commercial, le local litigieux ne pouvait qu'être réservé au logement du personnel et au rangement des skis de la clientèle, et ainsi caractériser le fait qu'il soit indispensable à l'exploitation du fonds de commerce[Jurisprudences 36]

#### Local accessoire
À titre d'exemple :
- l'aménagement d'une cuisine dans le sous-sol de l'immeuble, dont la tolérance du syndicat en sa qualité de bailleur quant à une telle utilisation des caves ne légitime pas un tel usage, permet de déduire que seul un usage de caves doit être pris en considération pour déterminer si la privation du sous-sol est de nature à compromettre l'exploitation du fonds de commerce[Jurisprudences 37].

### Mandat
Pour la conclusion du bail commercial, et en application de l'article 1988 du Code civil, il faut un mandat écrit et spécial, qui ne peut être rédigé en termes généraux. En effet, le bail commercial, en considération du droit au renouvellement, est analysé par la jurisprudence comme un acte de disposition.

### Mandat d'intérêt commun
Le mandat d'intérêt commun résulte de l'article 1592 du Code civil, texte visant la vente, dont le bénéfice a été étendu par la jurisprudence au bail commercial. Il se distingue de l'arbitrage puisque l'expert qui a été désigné par les parties dans le contrat de bail n'a pas vocation à régler un litige déjà né, mais de fixer à la place des parties un élément substantiel de leur accord, tel que le montant de l'indemnité d'éviction, ou le prix du loyer renouvelé.
Le mandataire n'est pas contraint aux règles prescrites en matière d'expertise, et notamment sur le respect du principe du contradictoire.
L'évaluation réalisée par le mandataire, eu égard au principe de la force obligatoire des contrats, s'impose aux parties, sauf erreur grossière,.

### Nationalité
Depuis la loi Macron du 18 juin 2014 qui suit la décision rendue par la cour de cassation, la nationalité ne constitue plus une condition pour bénéficier du droit statutaire. L'ancien article L.145-13 du code de commerce qui concernait cette règle n'existe plus ; de surcroit, la numérotation des articles va directement de l'article L.145-12 à l'article L.145-14 afin de mieux marquer l'indignité de cet ancien texte.

### Nue-propriété
Les règles qui régissent le bail commercial en matière de nue-propriété résultent de l'application de l'article 595 alinéa 4 du Code civil dont les termes sont : « L'usufruitier ne peut, sans le concours du nu-propriétaire, donner à bail un fonds rural ou un immeuble à usage commercial, industriel ou artisanal. A défaut d'accord du nu-propriétaire, l'usufruitier peut être autorisé par justice à passer seul cet acte. »
Le nu-propriétaire peut demander l'annulation du bail consenti irrégulièrement par l'usufruitier ; en application de l'article 2224 du Code civil, cette action en nullité doit être intentée dans un délai de cinq ans à compter de la connaissance par le nu-propriétaire de l'existence du bail.

### Ordre public
Le bail commercial s’exerce sous l’égide d’un ordre public impératif (sauf renonciation) qui limite donc la liberté contractuelle.
À titre d'exemples : les parties ne peuvent pas déroger :
- à la durée du bail initial : article L145-4 du code de commerce ;
- au droit du renouvellement du bail : article L145-8 du code de commerce ;
- à la durée du bail renouvelé : article L145-12 du code de commerce ;
- à l'établissement d'un état des lieux au moment de la prise de possession des locaux et lors de leur restitution : article L145-40-1 du code de commerce.

### Pourparlers
Le principe, comme tout contrat à titre onéreux, fonctionne selon les règles de la rencontre des volontés par une pollicitation (offre) suivie d'une acceptation.
La proposition de contracter ne constitue une offre que si elle indique les éléments essentiels du contrat et ce conformément à l'article 1114 du Code civil dont les termes sont : « L'offre, faite à personne déterminée ou indéterminée, comprend les éléments essentiels du contrat envisagé et exprime la volonté de son auteur d'être lié en cas d'acceptation. A défaut, il y a seulement invitation à entrer en négociation. » Faute des éléments essentiels, tels que formulés par l'article 1709 du Code civil mais aussi par la volonté des parties qui ont pu intégrer dans l'offre une condition déterminante de leur consentement, il s'agit d'une simple invitation à entrer en pourparlers.
À titre d'exemples
- lorsque les termes employés par les parties dans des lettres échangées n'établissent pas une rencontre de volontés sur les conditions essentielles du bail, mais se situent au stade de pourparlers préalables et que les paiements invoqués revêtent un caractère équivoque, la preuve d'un commencement d'exécution d'un nouveau contrat n'est pas rapportée[Jurisprudences 44] ;
- la liberté de mettre un terme à des pourparlers précontractuels ne doit pas être fautive, le motif de rupture doit être légitime et justifié par un comportement de bonne foi ; ainsi, le fait de ne pas mentionner un désaccord sur les conditions du bail et d'invoquer des contingences internes liées aux investissements nécessaires et à l'absence de visibilité de l'évolution du quartier, n'est pas constitutif d'une faute[Jurisprudences 45].

La rupture brutale des pourparlers peut donner à une action en responsabilité sauf existence d'un motif légitime,.

### Prêt à usage
Le contrat de bail se distingue d’un prêt à usage par son caractère onéreux impliquant une contrepartie à l’occupation des lieux, soit par le paiement d’un loyer, soit sous la forme d’avantages en nature au bénéfice du bailleur. La question se pose toujours de la distinction du prêt à usage et du contrat de location.
Il résulte de la jurisprudence de la Cour de cassation que la qualification de bail doit être retenue dès lors que l'occupation a été consentie en contrepartie d'un loyer en nature consistant en l'exécution de travaux importants, à la différence du prêt qui est essentiellement gratuit. S’agissant d’un contrat à titre onéreux, une convention qui ne comporterait pas la stipulation d’une contrepartie réelle et déterminée ne pourrait être qualifiée de bail.

### Profession libérale
Les professions libérales exercent une activité qui n'est ni commerciale, ni artisanale, ni industrielle, ni agricole, et qui entre dans le domaine des professions réglementées, ou non réglementées.
Telle est la définition donnée par la loi no 2012-387 du 22 mars 2012 relative à la simplification du droit et à l'allégement des démarches administratives : « Les professions libérales groupent les personnes exerçant à titre habituel, de manière indépendante et sous leur responsabilité, une activité de nature généralement civile ayant pour objet d'assurer, dans l'intérêt du client ou du public, des prestations principalement intellectuelles, techniques ou de soins mises en œuvre au moyen de qualifications professionnelles appropriées et dans le respect de principes éthiques ou d'une déontologie professionnelle, sans préjudice des dispositions législatives applicables aux autres formes de travail indépendant ».

### Promesse de bail
Ainsi, le bail peut être précédé d'une promesse unilatérale ou synallagmatique. La promesse de bail doit être analysée comme la promesse de vente,mais elle doit toutefois être distinguée de l'offre de bail et de la promesse de renouvellement.
À titre d'exemples
- ne peut être considérée comme un bail, la promesse qui renvoie à une rédaction ultérieure pour l'établissement des charges et des conditions[Jurisprudences 48] ;
- la promesse de bail ne vaut bail que lorsqu'il y a accord sur éléments substantiels, la chose et le prix[Jurisprudences 49] ;
- un acte désigné comme étant engagement de réservation, par lequel le pollicitant offre au bénéficiaire la réservation d'un local, ne peut être analysé comme une promesse de bail, puisque n'y est pas mentionnée la durée, élément substantiel du bail[Jurisprudences 50].

La promesse unilatérale ne vaut pas bail sauf à la levée de l'option alors que l'acceptation d'une offre de bail vaut bail.

### Règlement intérieur
Le règlement intérieur est un élément du contrat de location. Il est une condition expresse de la location consentie. En cas de non-respect du règlement intérieur, le bailleur se réserve le droit de demander la résiliation du bail.
Ces prescriptions, édictées dans l’intérêt commun, ont pour objet essentiel la bonne tenue de l’immeuble et le respect des règles d’usage, de bienséance, d’hygiène et de sécurité qui s’imposent à toute vie en collectivité.

### Remise des clefs
Vu l'article 1737 du Code civil, le bail cesse de plein droit à l'expiration du terme fixé, lorsqu'il a été fait par écrit, sans qu'il soit nécessaire de donner congé. Toutefois, seule la remise effective des clefs au bailleur en personne ou à un mandataire dûment habilité à les recevoir, permet de formaliser la restitution définitive des lieux loués.

### Renonciation
Pour la doctrine, et selon Philippe Malaurie, la renonciation à un droit d'ordre public est valable lorsqu'elle est éclairée, faite en pleine connaissance de cause et de manière non équivoque, consentie sans fraude, et qu'elle porte sur un droit acquis.
Pour la jurisprudence, malgré l'Ordre public du statut, la théorie de la renonciation trouve de nombreuses applications en la matière ; toutefois, elle doit résulter d'actes non équivoques marquant de façon certaine l'intention de renoncer.
À titre d'exemples
- la renonciation ne peut se déduire de la délivrance pendant un certain temps de quittances de loyers ;
- la renonciation à une condition suspensive, qui a été stipulée dans l'intérêt d'une partie, doit intervenir avant l'expiration du délai de réalisation de cette condition ; à défaut, la promesse de bail commercial est atteinte de caducité[Jurisprudences 52].
- la succession de baux dérogatoires, malgré la clause de renonciation est contraire à l'ordre public de l'article L.145-5 Code de commerce[Jurisprudences 4].

### Résidence hôtelière
Lorsque les lieux loués sont destinés à une activité de résidence hôtelière consistant à mettre à disposition de la clientèle outre un hébergement, des prestations de services telles qu’énumérés au bail comme définies par l’article 261 D 4° du code général des impôts, la sous-location étant l’objet même de l’activité du locataire, le bailleur n’a pas à être appelé à concourir aux actes de sous location,.

### Retraite
Toute clause d'agrément est contraire aux dispositions d'ordre public de la cession de bail en cas de départ à la retraite du locataire.

### Sociétés
Seule une annexe aux statuts listant tous les engagements passés pour le compte de la société en formation, ou un mandat figurant dans un acte séparé ou encore une assemblée générale décidant après l'immatriculation de la société de reprendre les actes passés au cours de la période de formation de la société, peuvent être invoqués pour satisfaire à la ratification du bail commercial conclu par le gérant d'une société en cours de formation ; ne peuvent donc ratifier, un comportement procédural constant et non équivoque, en qualité de preneur, ou une participation à la transaction avec le bailleur.

### Sociétés coopératives
Les sociétés coopératives ayant la forme commerciale ou un objet commercial et les sociétés coopératives de crédit bénéficient du statut des baux commerciaux.

### Substitution de garanties
La loi Macron no 2014-626 du 18 juin 2014 a élargi le champ d'application de la substitution de garantie, mais aussi clarifié la rédaction de l'article L.145-16 al. 3 du code de commerce qui distingue maintenant la cession (ou l'apport du fonds) de celui des opérations de restructuration de la société locataire qui emportent transmission du droit au bail.
Le texte fait une référence expresse à une saisine du tribunal.

### Taux d'effort
Le taux d’effort est un rapport entre l'ensemble des loyers et charges rapportés au chiffres d’affaires ; de manière plus précise, ledit taux est un ratio correspondant au rapport entre le total des coûts immobiliers liés à l'activité commerciale (loyer, impôts, charges, grosses réparations transférées sur le preneur) et le chiffre d'affaires réel ou prévisionnel. L’évaluation du loyer admissible passe par plusieurs ratios permettant de déterminer le taux d’effort théorique pouvant être supporté par l’exploitation.
En pratique, le taux d’effort moyen se situe aux alentours de 15 %, voire plus selon les secteurs de forte rentabilité. Il est moins élevé pour les métiers de bouche (5 à 6 %) et la boulangerie (4 à 5 %). En revanche, dans l’hôtellerie, il peut s’élever à 10 à 20 % en fonction des prestations proposées et la catégorie de l’établissement, de même pour les activités portuaires (ports de stationnement ou ports à flots), les golfs.
À titre d'exemples
- un magasin de fleurs : taux d’effort de 6 % et un chiffre d'affaires prévisionnel de 150 000 € ; le loyer annuel supportable serait de 9 000 € soit un loyer mensuel de 750 € HT/m2 ;

### Terrains nus
Cette définition légale de l'immeuble ou local, exclut du bénéfice du statut, par principe, les terrains nus et ne concerne que les seuls bâtiments incorporés au sol ; toutefois, le bail de terrain nu bénéficiera du statut lorsque y seront édifiées des constructions, avant ou en cours de bail, avec le consentement du bailleur et qu'un fonds sera exploité dans le bâtiment en cause.
À titre d'exemples
- la baraque mobile de type « Algeco » installée sur le terrain, qui ne comportait aucune fondation et dont l'implantation n'avait nécessité qu'une simple autorisation de travaux exemptée de permis de construire, ne constituait pas une construction au sens de l'article L145-1 du code de commerce ; d'autant qu'il ne pouvait être justifié d'une autorisation expresse du propriétaire pour son installation, ni même d'une tolérance[Jurisprudences 57].

### Transfert universel de patrimoine
Par un nouveau dispositif appelé « transfert universel du patrimoine professionnel » (C. com., art. L. 526-27 à L. 526-31), l’entrepreneur individuel peut céder l’intégralité de son patrimoine professionnel, qui est susceptible d’être composé d’un fonds de commerce ou d’un droit au bail commercial.

### Travail à domicile
En application de l'article 631-7-2 code de la construction et de l’habitation, dès lors qu'aucune stipulation contractuelle prévue dans le bail ou le règlement de copropriété ne s'y oppose, le maire a le pouvoir autoriser, dans une partie d'un local d'habitation utilisé par le demandeur comme sa résidence principale, l'exercice d'une activité professionnelle, y compris commerciale, à condition qu'elle n'engendre ni nuisance, ni danger pour le voisinage et qu'elle ne conduise à aucun désordre pour le bâti ; Le bail d'habitation de cette résidence principale n'est pas soumis aux dispositions du chapitre V du titre IV du livre Ier du code de commerce et ne peut être un élément constitutif du fonds de commerce.

### Usufruit
Les règles qui régissent le bail commercial en matière d'usufruit résultent de l'application de l'article 595 alinéa 4 du Code civil.
À titre d'exemples
- l'usufruitier ne peut consentir à la société locataire, sans l'accord des nues-propriétaires, une réduction de la moitié du montant du loyer ; faute de cela, l'avenant au contrat de bail sera déclaré nul[Jurisprudences 58].